# Santa (Peru)
Santa ist die Hauptstadt der Provinz Santa in der Region Ancash in West-Peru. Die Stadt ist zugleich Verwaltungssitz des gleichnamigen Distrikts. Beim Zensus 2017 wurden 18.814 Einwohner gezählt. 10 Jahre zuvor lag die Einwohnerzahl bei 15.754.

## Geographische Lage
Die Stadt Santa befindet sich 2,5 km von der Pazifikküste entfernt. Der Fluss Río Santa fließt 2,5 km nördlich an der Stadt vorbei und mündet 4 km nordwestlich ins Meer. Die Nationalstraße 1N (Panamericana) führt durch die Stadt. Diese führt nach Süden zu der 10 km entfernten Großstadt Chimbote. In nördlicher Richtung überquert die Fernstraße den Río Santa und führt weiter nach Trujillo. Im Umland von Santa wird bewässerte Landwirtschaft betrieben.

## Geschichte
Nahe der heutigen Stadt am Flussufer des Río Santa befand sich früher die Eingeborenensiedlung Saucha. Am 13. Mai 1528 erreichte eine Expedition unter dem Kommando von Francisco Pizarro den Ort. Zwei Spanier verblieben dort und errichteten 1531 eine kleine Kapelle. Später zogen sie weiter landeinwärts und gründeten einen Ort, der als Pueblo Nuevo („neues Dorf“) bezeichnet wurde. Der ursprüngliche Ort wurde Pueblo Viejo de Saucha („altes Dorf“) genannt. Am 2. August 1556 gründete Andrés Hurtado de Mendoza, Vizekönig von Peru, offiziell die Stadt (ciudad) „Santa María de la Parrilla“. Im Jahr 1579 wurde der alte Ort Saucha durch ein Hochwasser des Río Santa zerstört. Die Bewohner zogen daraufhin in die spanische Stadtgründung. Im Jahr 1702 wurde die Stadt zu einer Kleinstadt (villa) herabgestuft.